# Gimo
Gimo är den näst största tätorten i Östhammars kommun. Den ligger i Roslagen cirka 20 kilometer väster om Upplandskusten och cirka 50 kilometer nordost om Uppsala. Här ligger Uppsala läns näst största privata arbetsplats, Sandvik Coromants fabrik, vilket också är en av världens största fabriker för hårdmetallskär.
I Gimo firas Knutmasso traditionsenligt med maskerad och dans varje år den 13 januari – på tjugondedag Knut.

## Historia

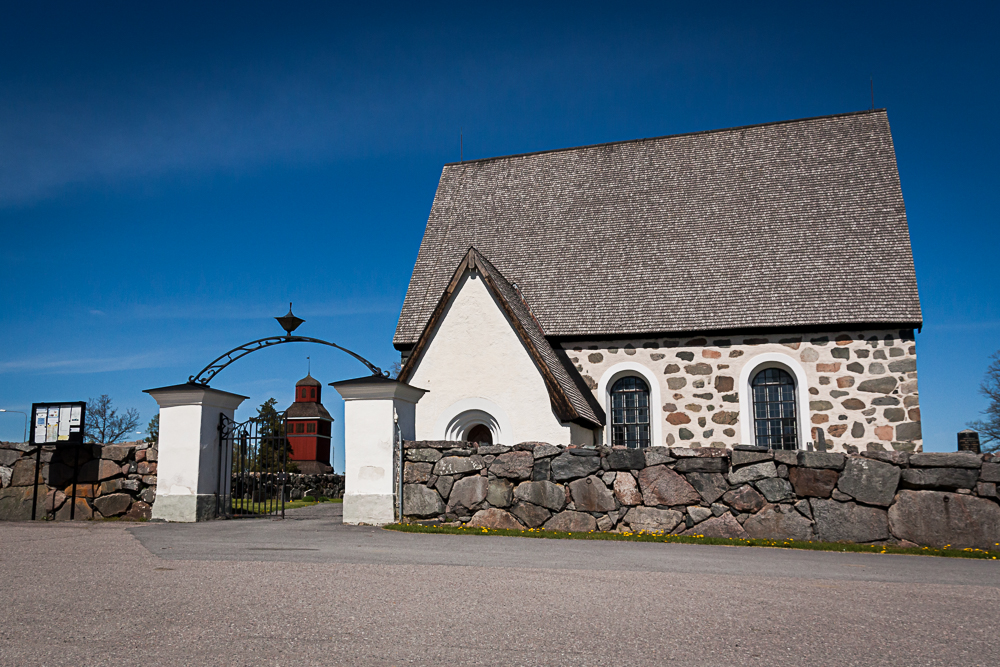
Skäfthammars kyrka.

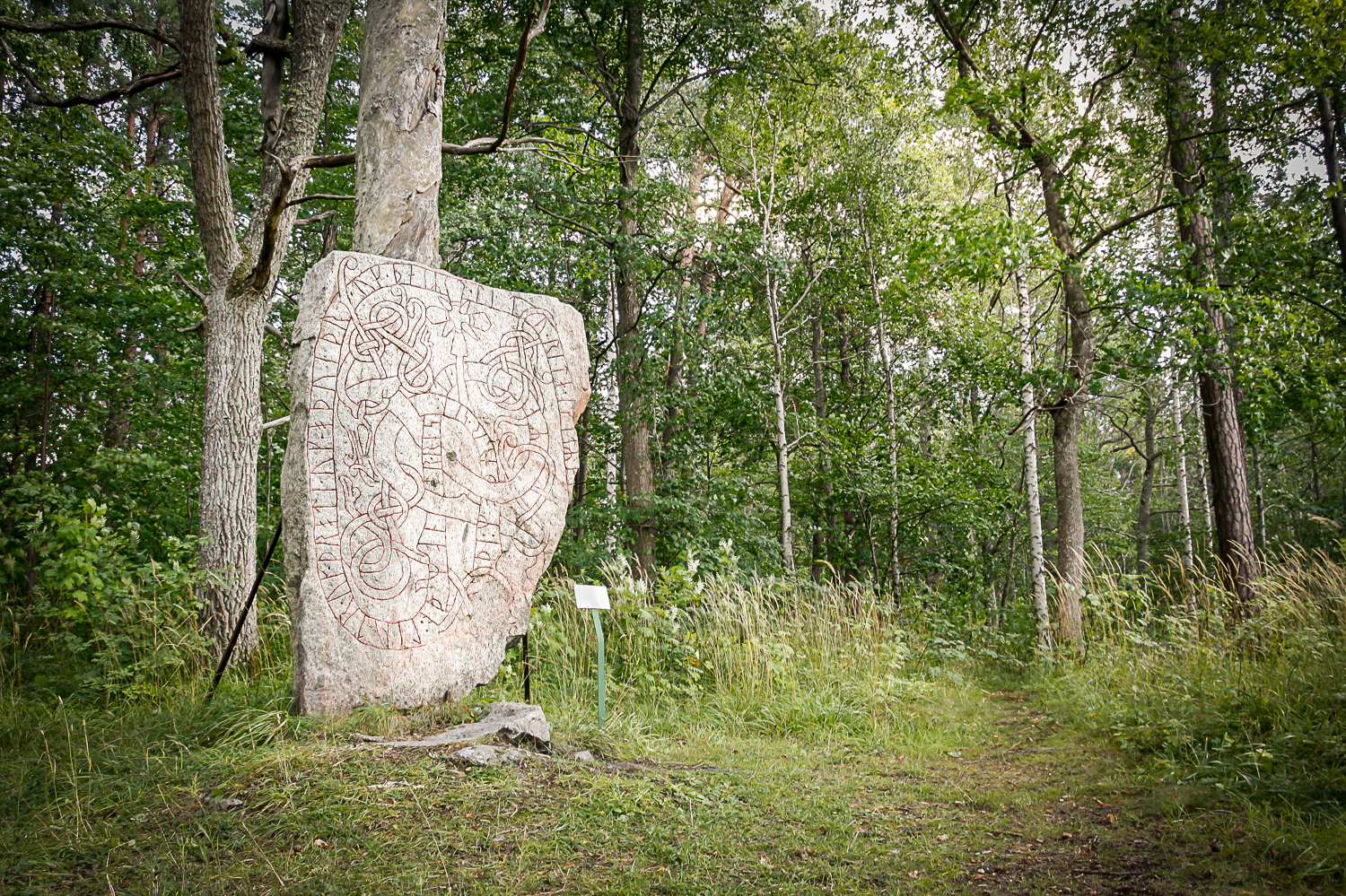
Runsten Upplands runinskrifter 1132.

Ortnamnet kommer från det gamla ordet Gimmu, som tros betyda gimma – ett äldre ord för gap eller öppning – med syftning på ett vattens utlopp i ett större vattendrag. Det finns gott om fornlämningar i trakten, en av dessa är Gimostenen, en runsten som står vid Gimo damm. Den äldsta byggnaden i Gimo, Skäfthammars kyrka som ligger intill länsväg 288, invigdes på 1400-talet. Övrig äldre bebyggelse är huvudsakligen kopplad till järnbruket, bland annat Gimo herrgård.

## Industrihistoria

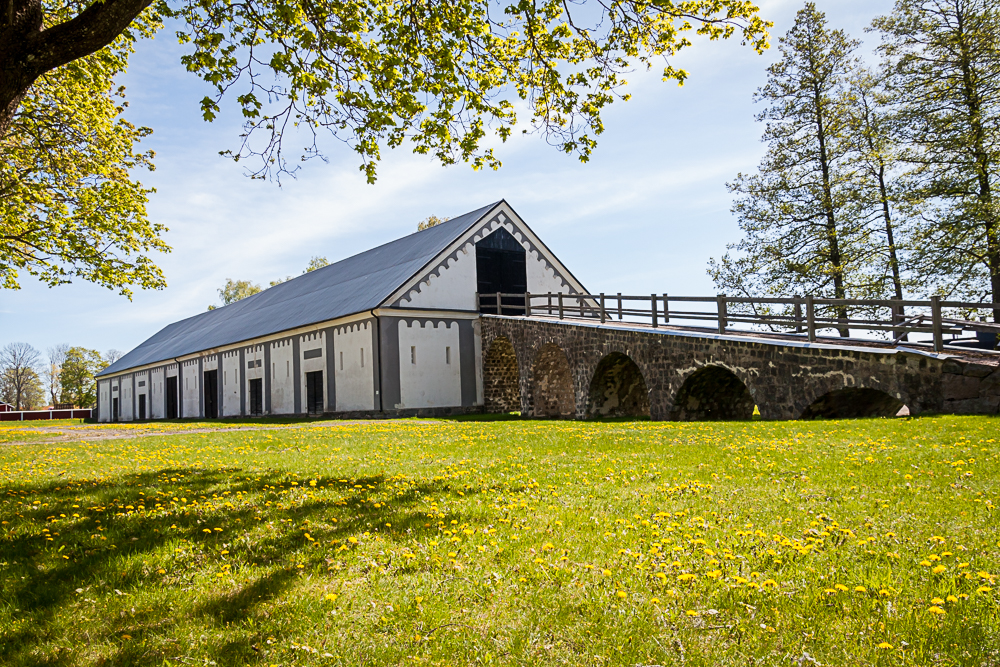
Det gamla kolhuset i Gimo.

Gimo har en lång industrihistoria som brukar räknas från 1615 då Kronan anlade en hytta här. Louis de Geer fick sedan han adlats, tillstånd att inköpa  Gimo bruk som han arrenderade från början. Under de Geers ledning utvecklades anläggningen i Gimo till ett järnbruk med både masugn och hammare. Den de Geerska släkten kom att äga bruket till 1756, då det förvärvades av affärsmännen John Jennings och Robert Finlay.
Järnbruket grundades av kronan och bedrevs 1615–1945, med familjen Reuterskiöld som ägare, ombildat till aktiebolag vid 1900-talets början och i konkurs runt 1920. Skogen hamnade då i Korsnäs AB:s ägo.
Rockwool tillverkade mellan 1954 och 1992 stenull i en fabrik i Gimo.
På 1940-talet fick Wilhelm Haglund ansvar på Sandvikens Jernverks att utveckla tillverkningen av hårdmetallverktyg. Under hans ledning sökte man efter en lämplig plats för en ny fabrik och valde Gimo, där man etablerade sig 1951. Sedan dess har verksamheten utvecklats till en världsledande industri.

## Näringsliv idag
Idag domineras samhället av en hårdmetallindustri i form av Sandvik Coromant, med ca 1 500 anställda (2017). Här tillverkas extremt hårda metallskär som exporteras över hela världen. Skären tillverkas av pulvermetall som pressas ihop under högt tryck. Verksamheten är uppdelad i två anläggningar: en som tillverkar själva skären och en som tillverkar hållarna som skären sitter i.
Därutöver finns ett antal företag både verkstadsföretag och serviceföretag, bland annat konferens- och hotellanläggningen Gimo herrgård. Gimo företagarförening arbetar för att samla och utveckla näringslivet på orten. Det finns också tre pizzerior och två bensinstationer. Sedan 1922 finns även bageriet  Roslagsbröd i Gimo.

### Befolkningsutveckling
| Befolkningsutvecklingen i Gimo 1950–2020 | Befolkningsutvecklingen i Gimo 1950–2020 | Befolkningsutvecklingen i Gimo 1950–2020 | Befolkningsutvecklingen i Gimo 1950–2020 | Befolkningsutvecklingen i Gimo 1950–2020 |
| ---------------------------------------- | ---------------------------------------- | ---------------------------------------- | ---------------------------------------- | ---------------------------------------- |
|                                          |                                          |                                          |                                          |                                          |
| År                                       |                                          |                                          | Folkmängd                                | Areal (ha)                               |
| 1950                                     | 1950                                     |                                          | 1 044                                    |                                          |
| 1960                                     | 1960                                     |                                          | 1 248                                    |                                          |
| 1965                                     | 1965                                     |                                          | 1 794                                    |                                          |
| 1970                                     | 1970                                     |                                          | 2 905                                    |                                          |
| 1975                                     | 1975                                     |                                          | 3 154                                    |                                          |
| 1980                                     | 1980                                     |                                          | 3 420                                    |                                          |
| 1990                                     | 1990                                     |                                          | 3 019                                    | 304                                      |
| 1995                                     | 1995                                     |                                          | 2 844                                    | 306                                      |
| 2000                                     | 2000                                     |                                          | 2 629                                    | 306                                      |
| 2005                                     | 2005                                     |                                          | 2 702                                    | 308                                      |
| 2010                                     | 2010                                     |                                          | 2 688                                    | 313                                      |
| 2015                                     | 2015                                     |                                          | 2 698                                    | 331                                      |
| 2020                                     | 2020                                     |                                          | 2 796                                    | 335                                      |
|                                          |                                          |                                          |                                          |                                          |

## Samhället

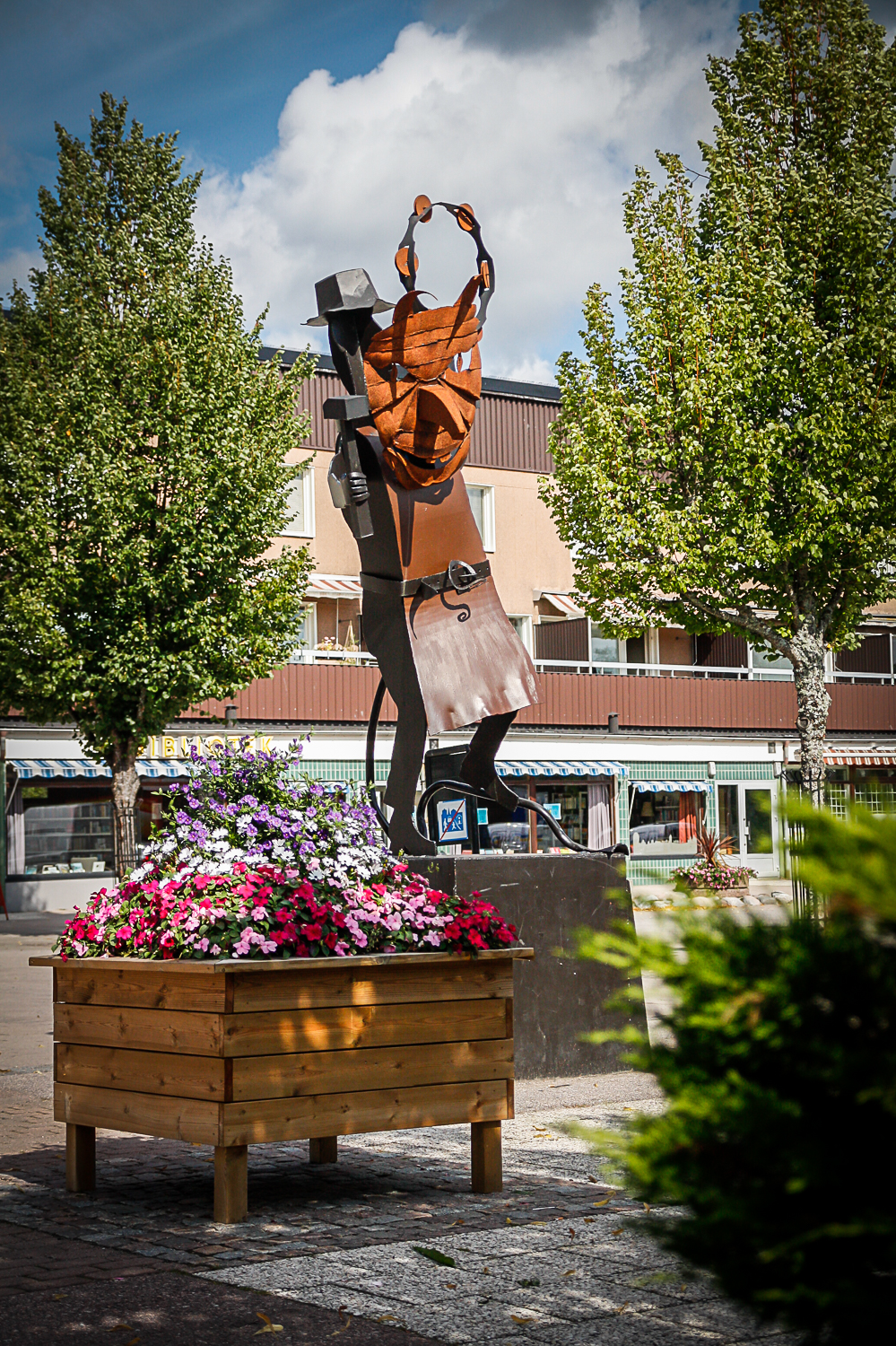
Torget i Gimo.

I Gimo finns två dagis, förskola, särskola, resursskola och två gymnasieskolor. Det finns tre grundskolor Vretaskolan (åk F–2), Hammarskolan (åk 3–5). och Vallonskolan (åk 6–9) Samhället har även bemannad öppen förskola med familjecentral. De två gymnasieskolorna är Gimo Bruksgymnasium och Wilhelm Haglunds gymnasium. Wilhelm Haglunds är ett industritekniskt gymnasium som ägs till 91% av Sandvikkoncernen.
Gimo herrgård, som byggdes under 1700-talet, används idag som hotell- och konferensanläggning och är en sevärdhet särskilt för besökare på orten.

## Sport och fritid

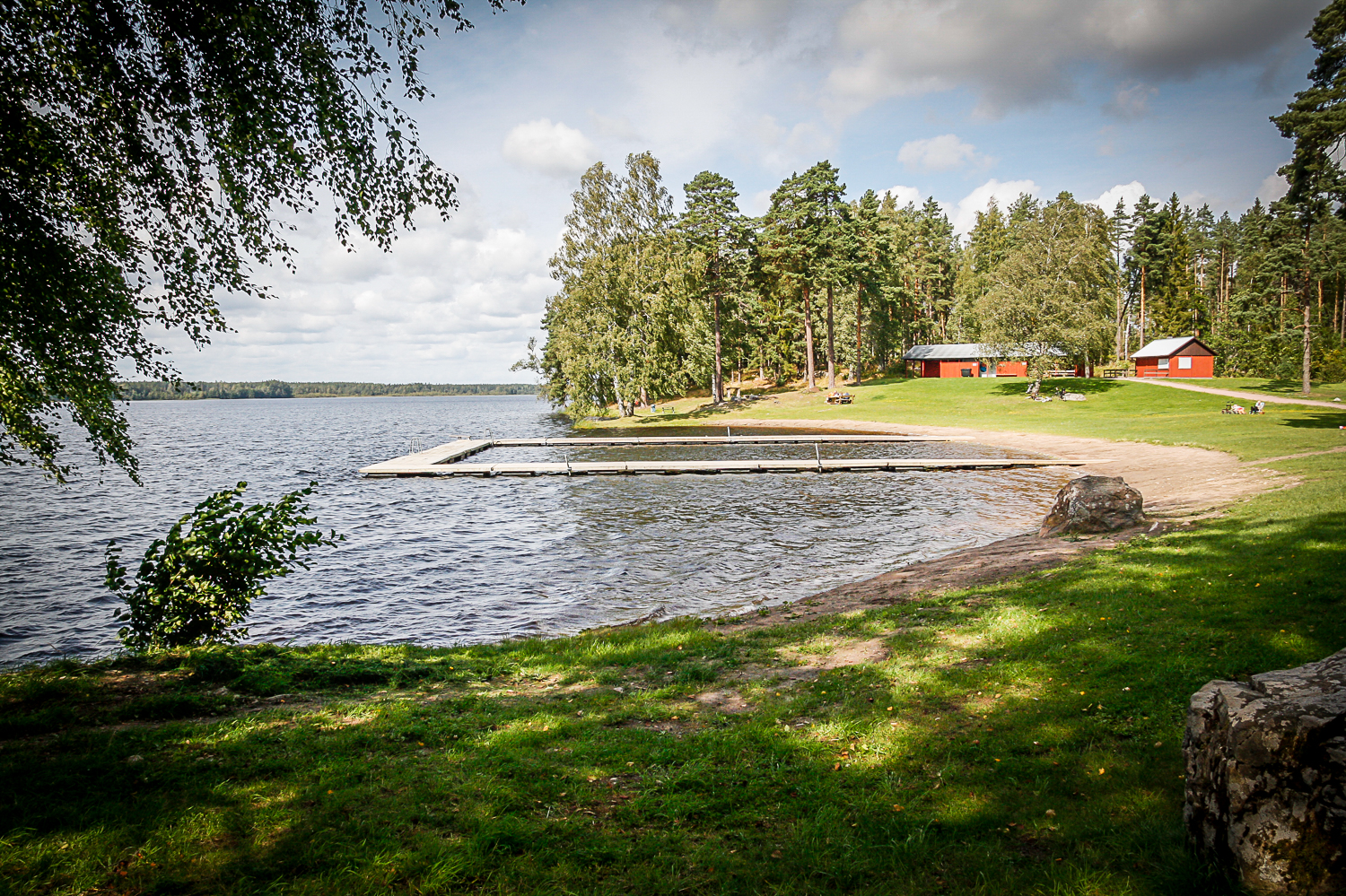
Badplats i Gimo.

Gimo har ett antal anläggningar för fritidsaktiviteter: badplats vid Gimo damm, simhall, ishall, idrottshall, padelbanor, ridklubb, kampsportsklubb, gym, en mindre friidrottsplats samt flera fotbollsplaner varav en konstgräsplan invigd 2010.
Här ligger också Gimo ski center för längdåkning vintertid. Anläggningen drivs av Gimo IF Skidklubb. Det finns skidspår med olika längder, varav 3,5 km med konstsnö och elljusspår. Gimo IF är den största idrottsföreningen i orten och har flera olika sektioner för olika idrotter.
Upplandsleden går genom Gimo. Etapp 10 från Kolarmora slutar här och etapp 11 till Österbybruk tar vid. En annan omtyckt vandringsled är Dammleden, som går runt Gimo damm.

## Knutmasso
På tjugondag Knut, den 13 januari varje år, är det Knutmasso. Det är en traditionsenlig maskeradkarneval som äger rum på Bruksgatan i Gimo. Festligheterna fortsätter senare på kvällen i ladan vid idrottsarenan med dansande maskerade människor. Bästa kostym vinner en symbolisk summa pengar som ofta är mindre än vad masken i sig har kostat att tillverka. Gimos museum, Knutmassomuseet, ligger på samma gata där karnevalen har ägt rum, där de visar upp gamla masker som burits under åren.

## Kommunikationer
UL har bussförbindelser till och från Gimo. På vardagar går det bussar till Uppsala och Östhammar längs med länsväg 288 varje timme i lågtrafik och varje halvtimme i högtrafik. Det går även bussar till och från Tierp på länsväg 292. Järnvägslinjen Örbyhus–Hallstavik går genom orten och har endast godstrafik. Tidigare gick även tåg till Faringe från Gimo järnvägsstation på Faringe–Gimo Järnväg.

## Galleri

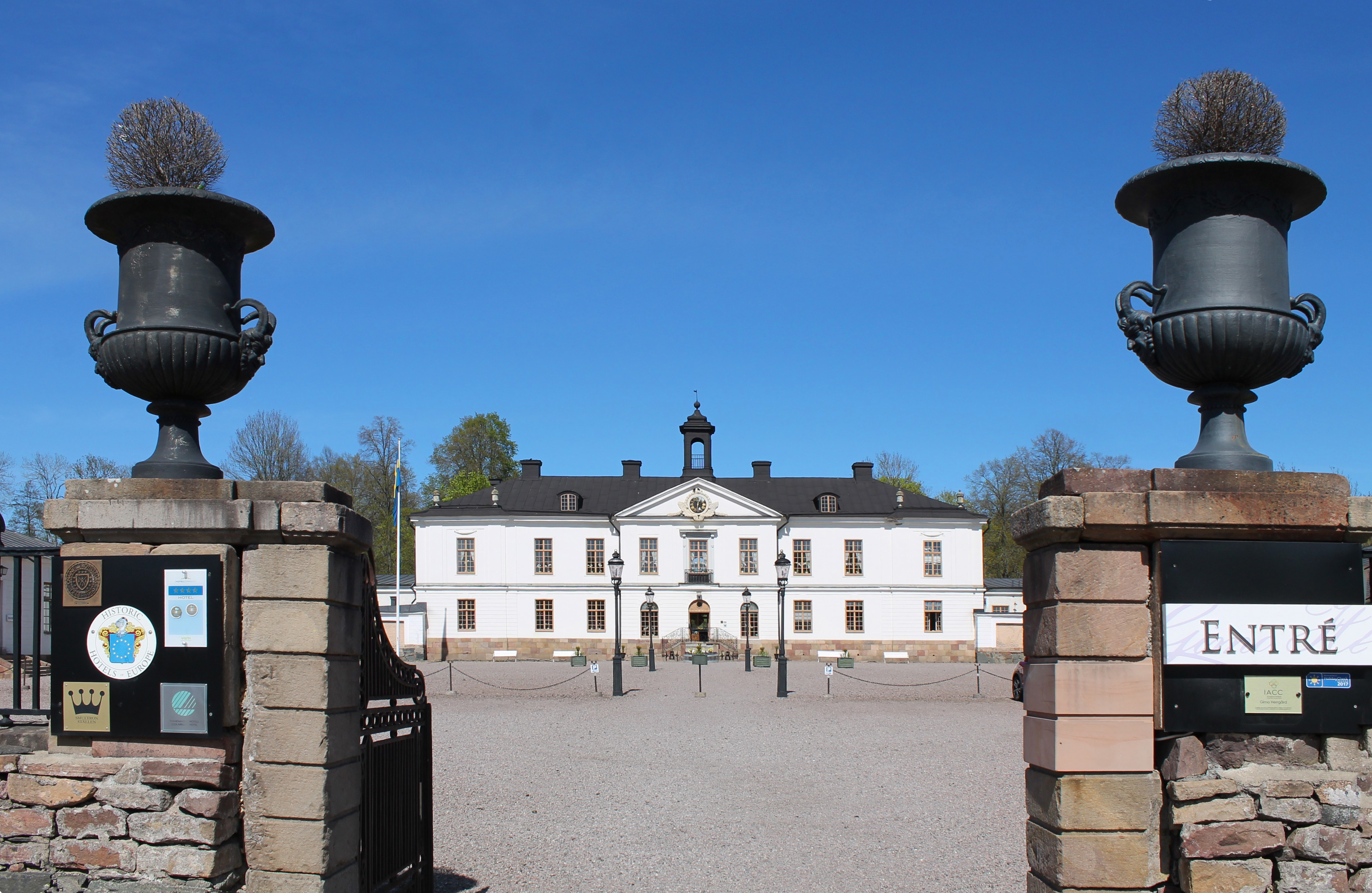
Gimo herrgård.
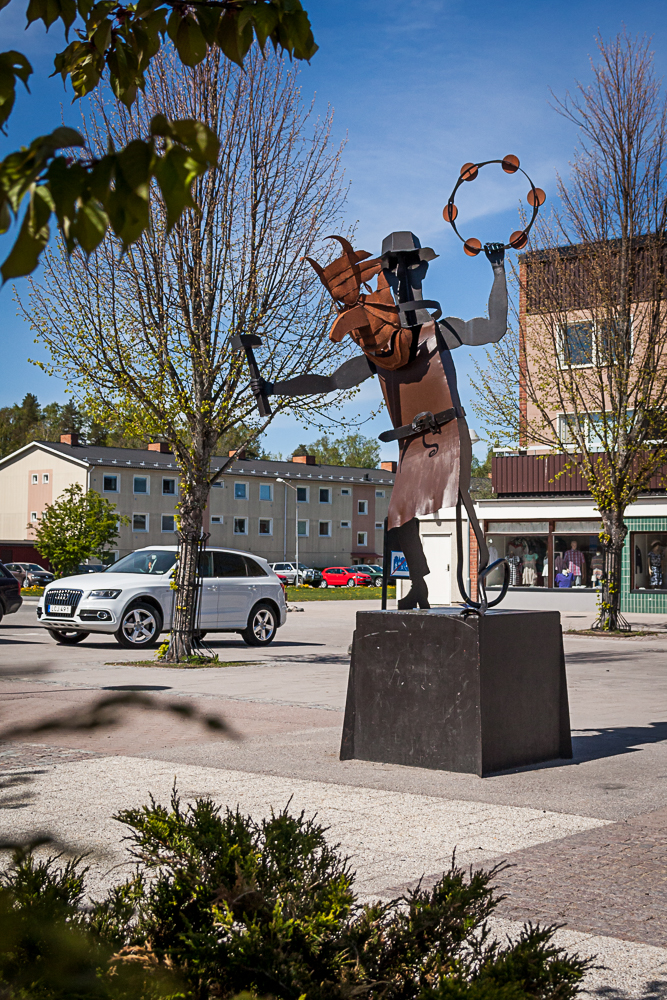
Gimo torg i Gimo.
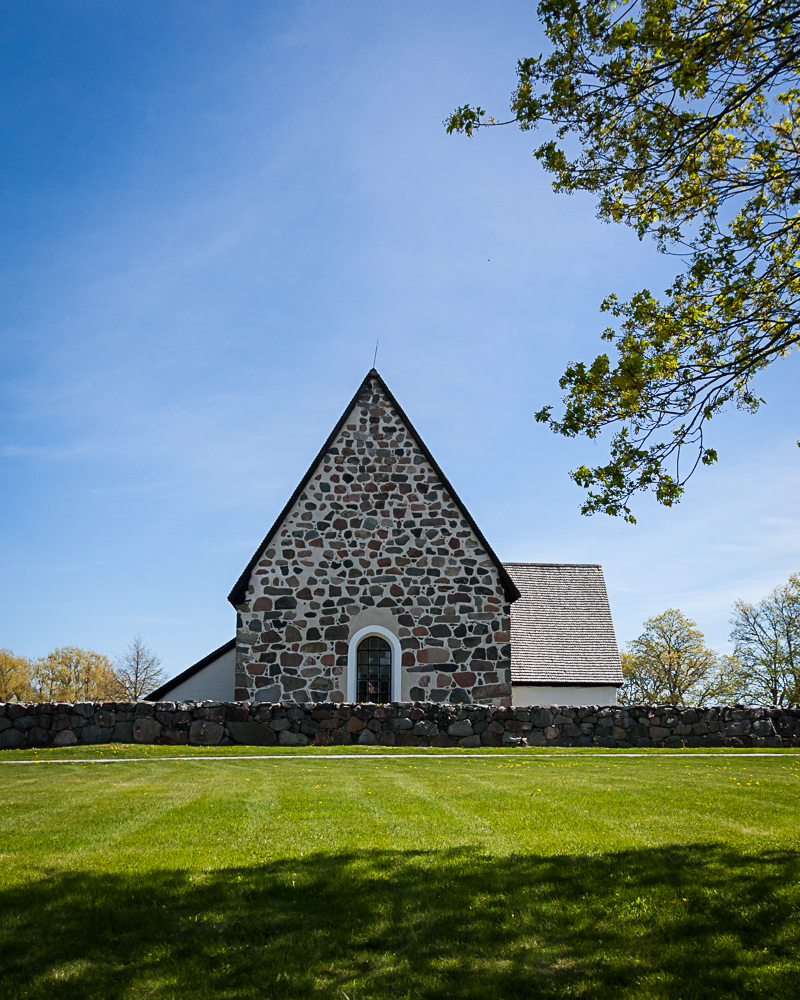
Skäfthammars kyrka i Gimo.
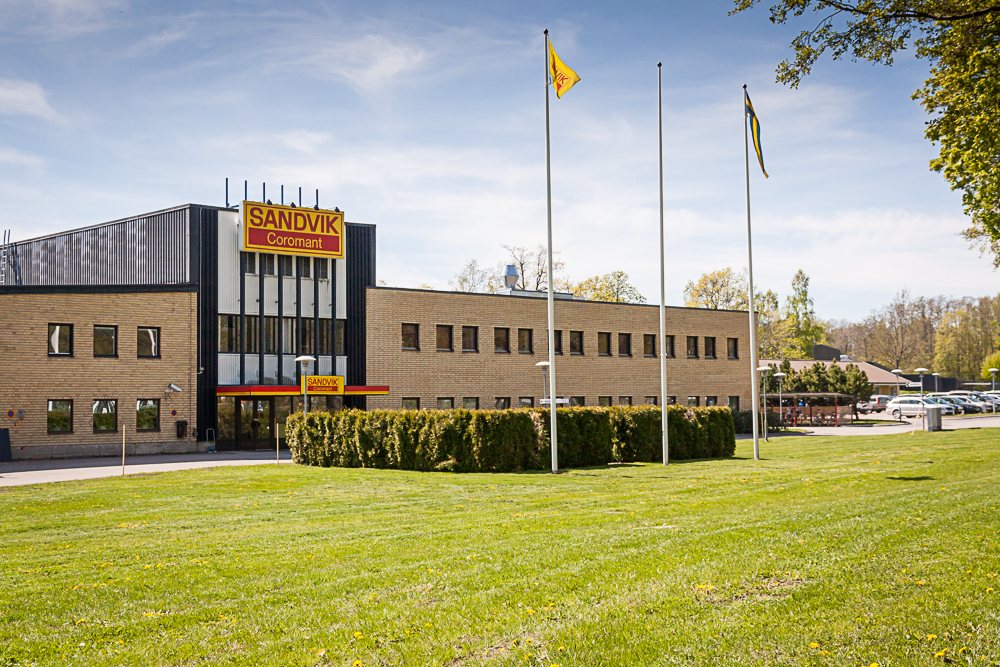
Sandvik Coromant i Gimo
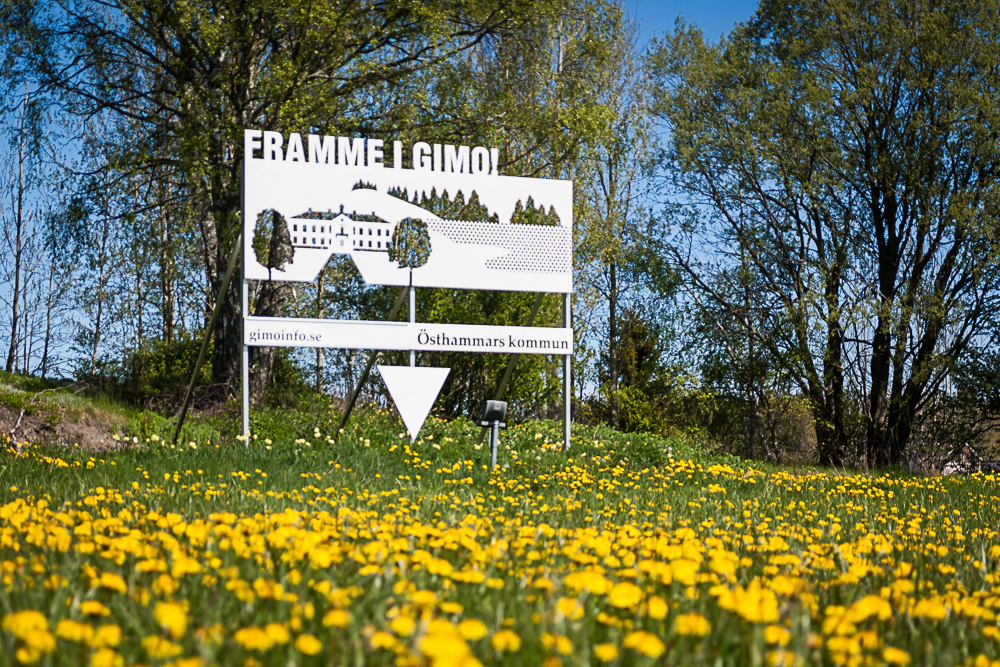
"Välkommen till Gimo", skylt sett från södra infarten på länsväg 288.
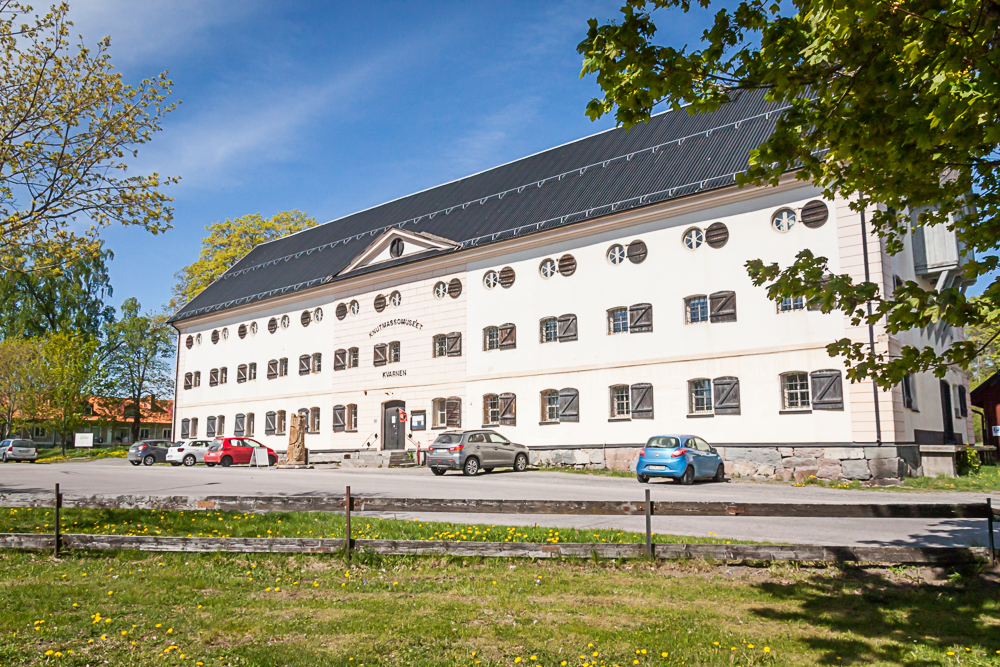
Knutmassomuseet i Gimo.
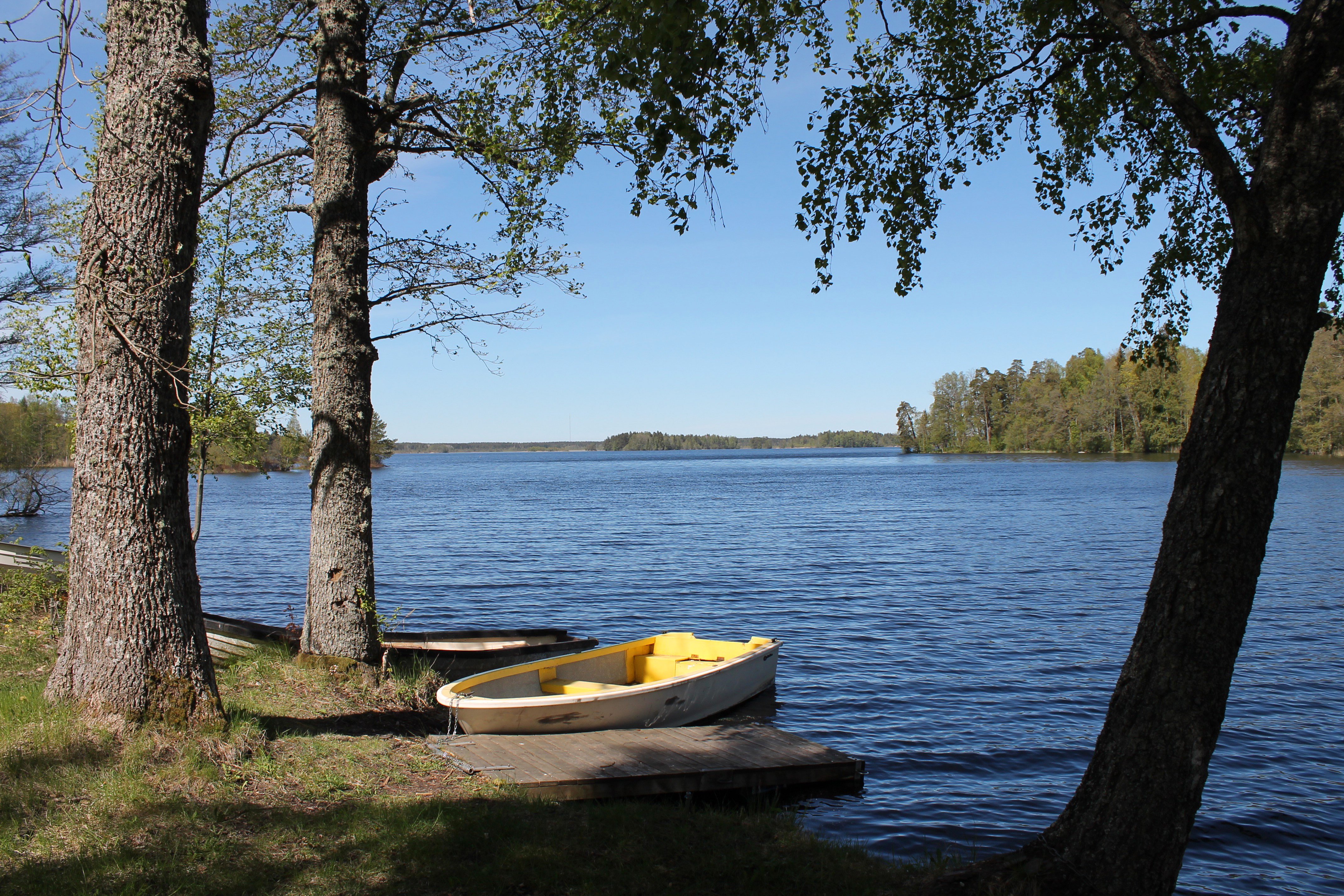
Gimo damm
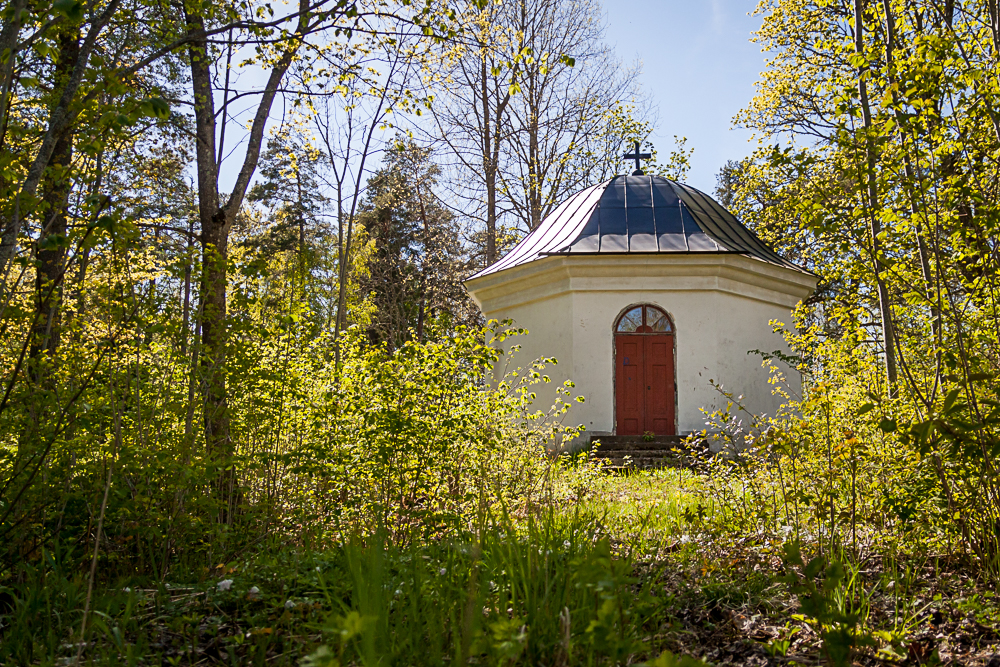
Gamla bårhuset i Gimo.
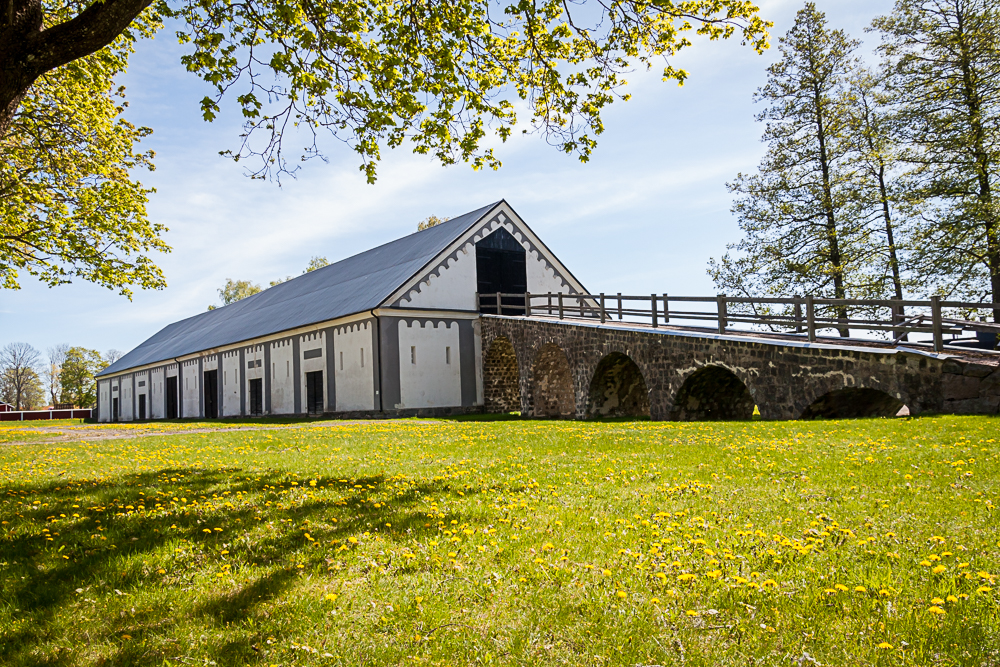
Kolhus intill Lilldammen och nära Gimo herrgård.
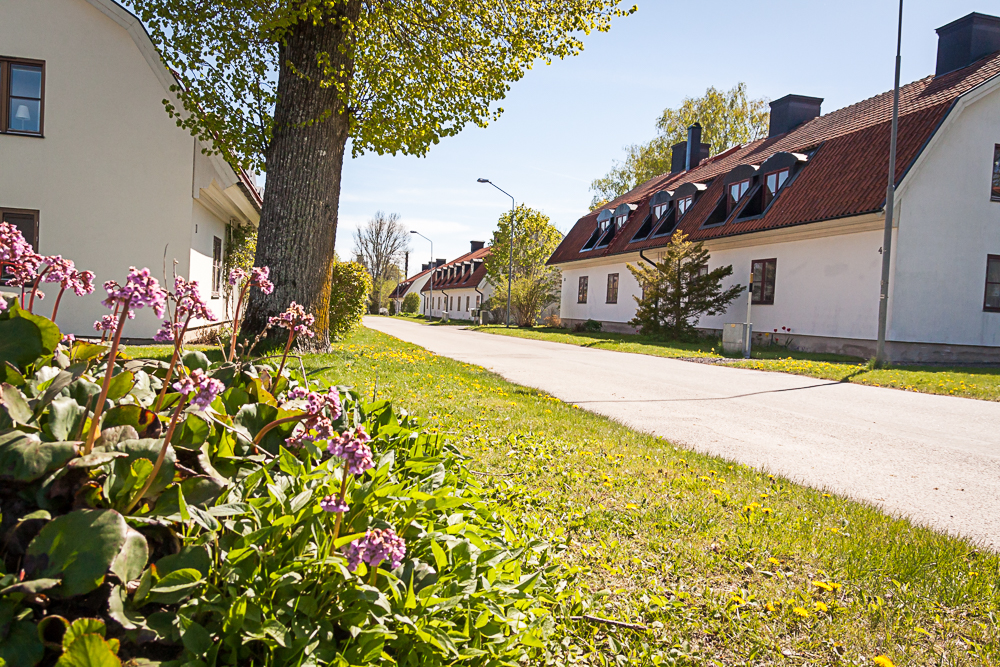
Stenhusgatan i Gimo.
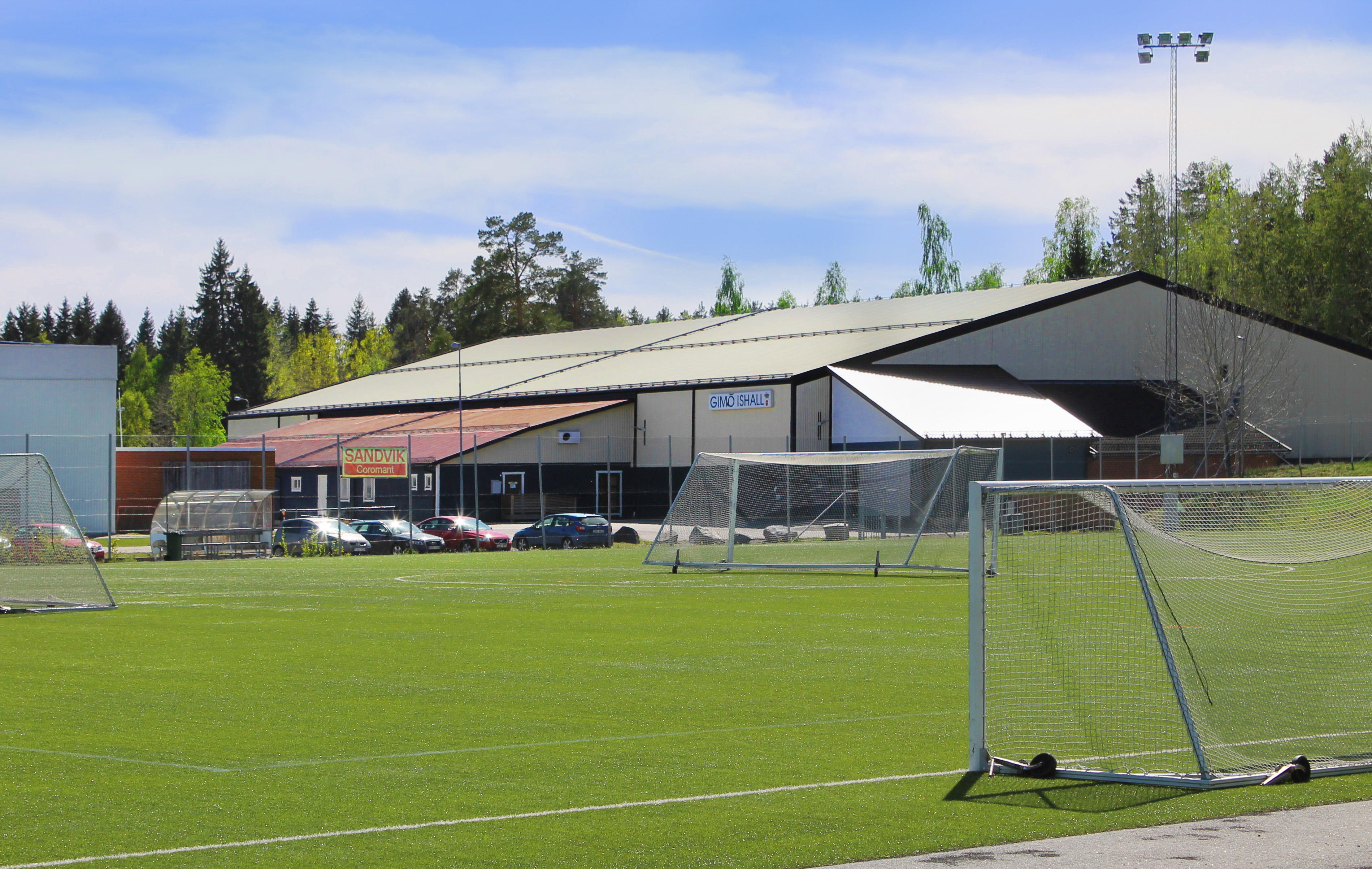
Fotbollsplanen (konstgräs) på Gimo IP. Till höger är Gimo ishall.
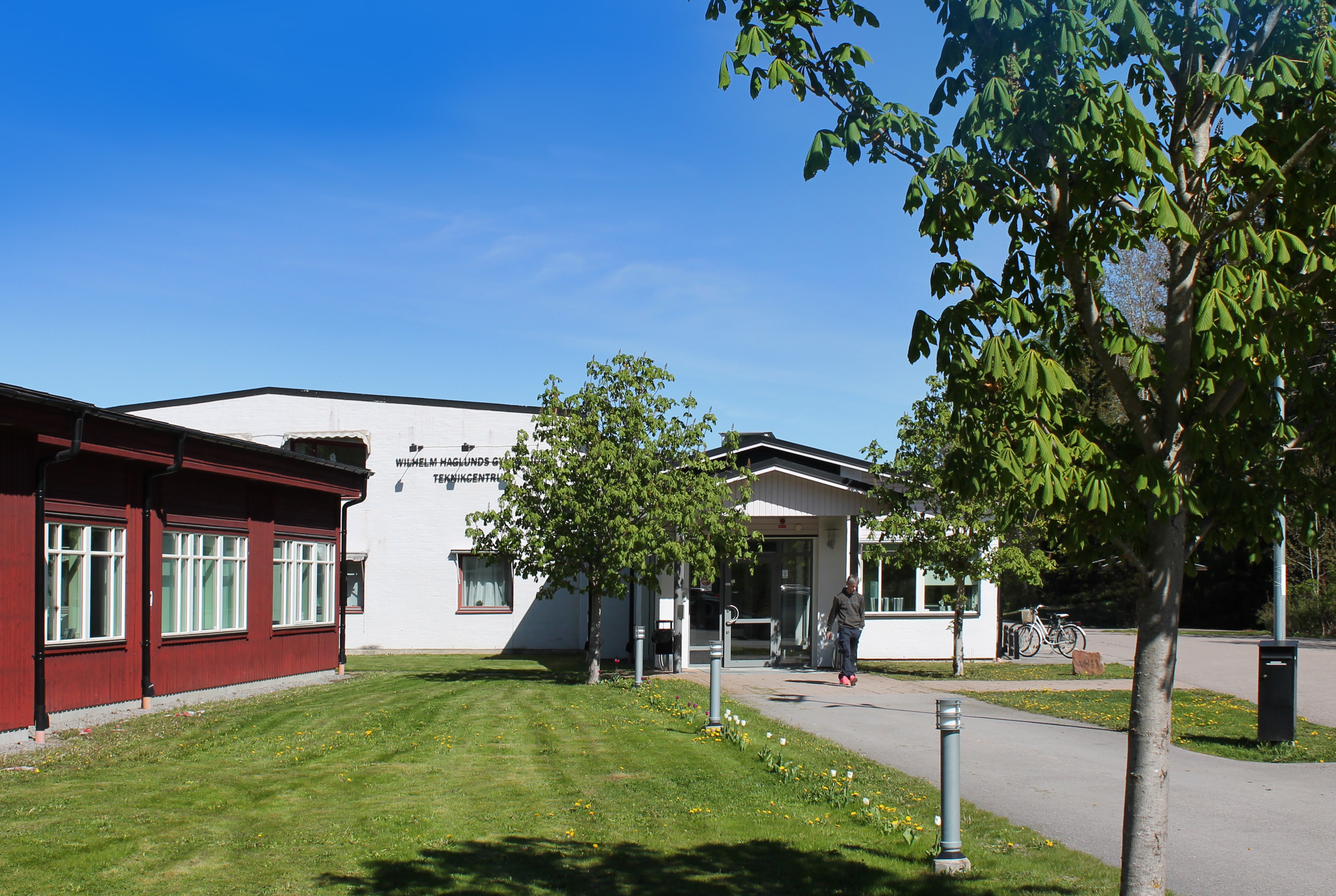
Wilhelm Haglunds gymnasium i Gimo.
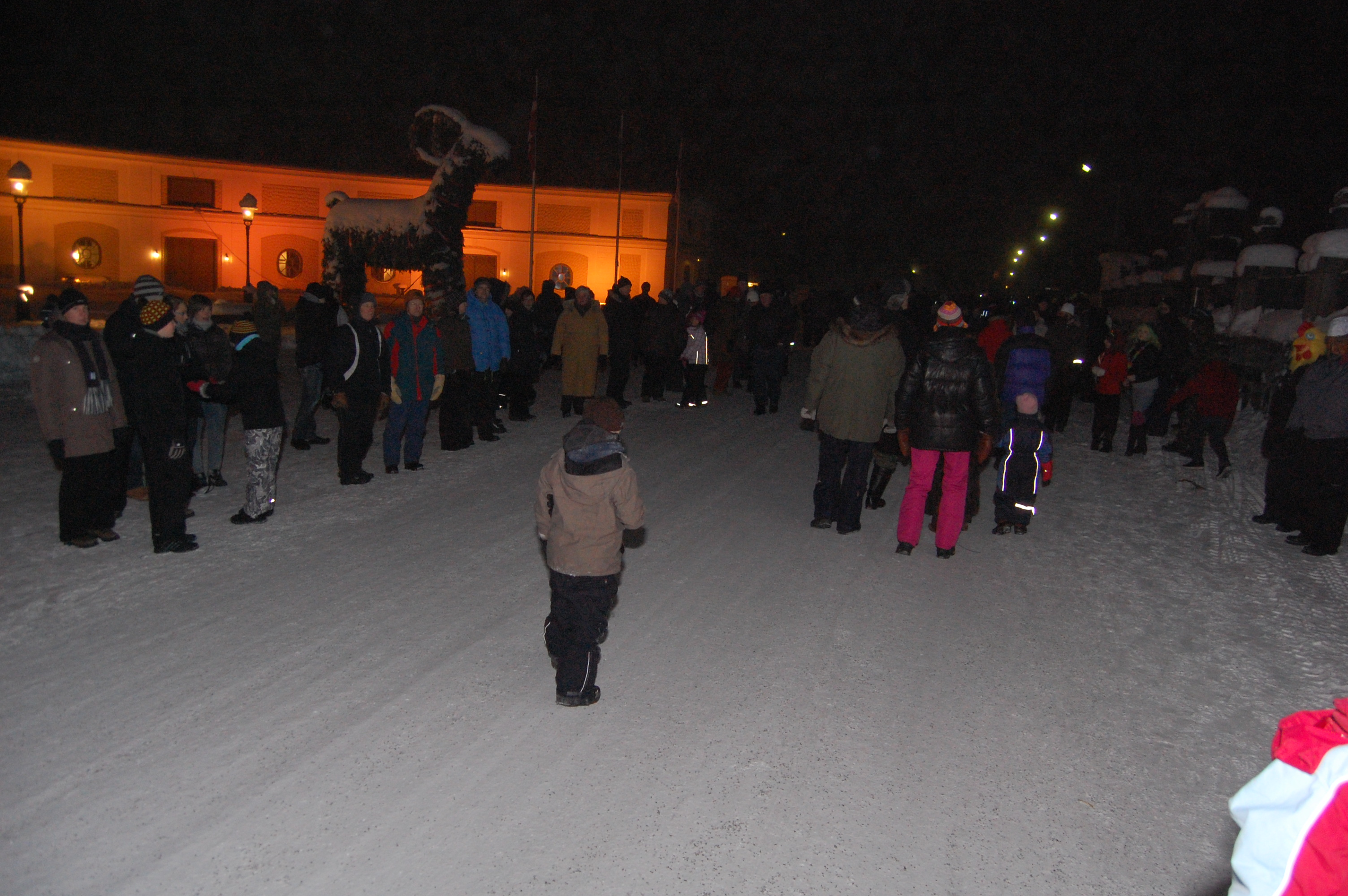
Knutmasso i Gimo.
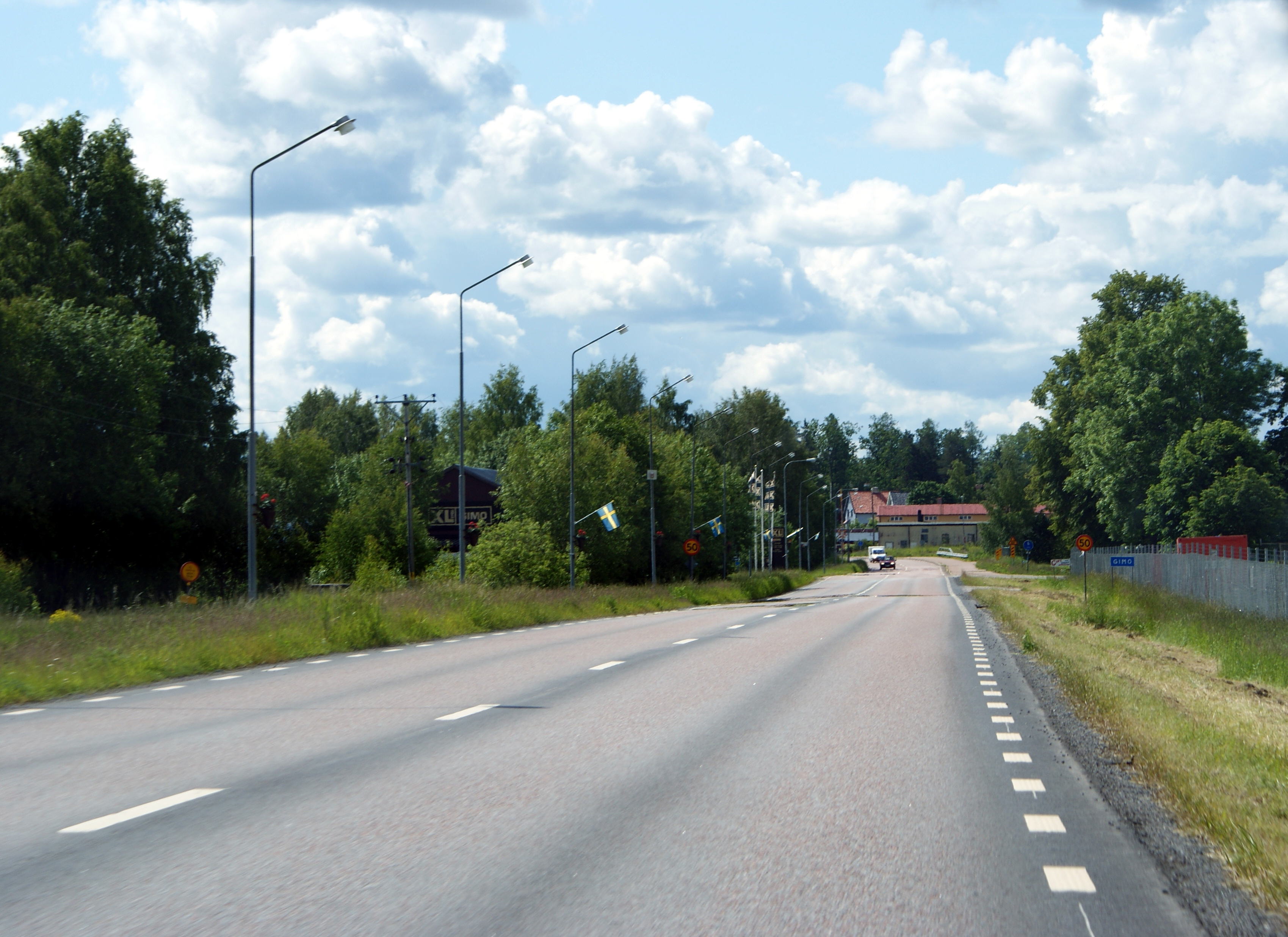
Gimo sett från norra infarten på länsväg 288.
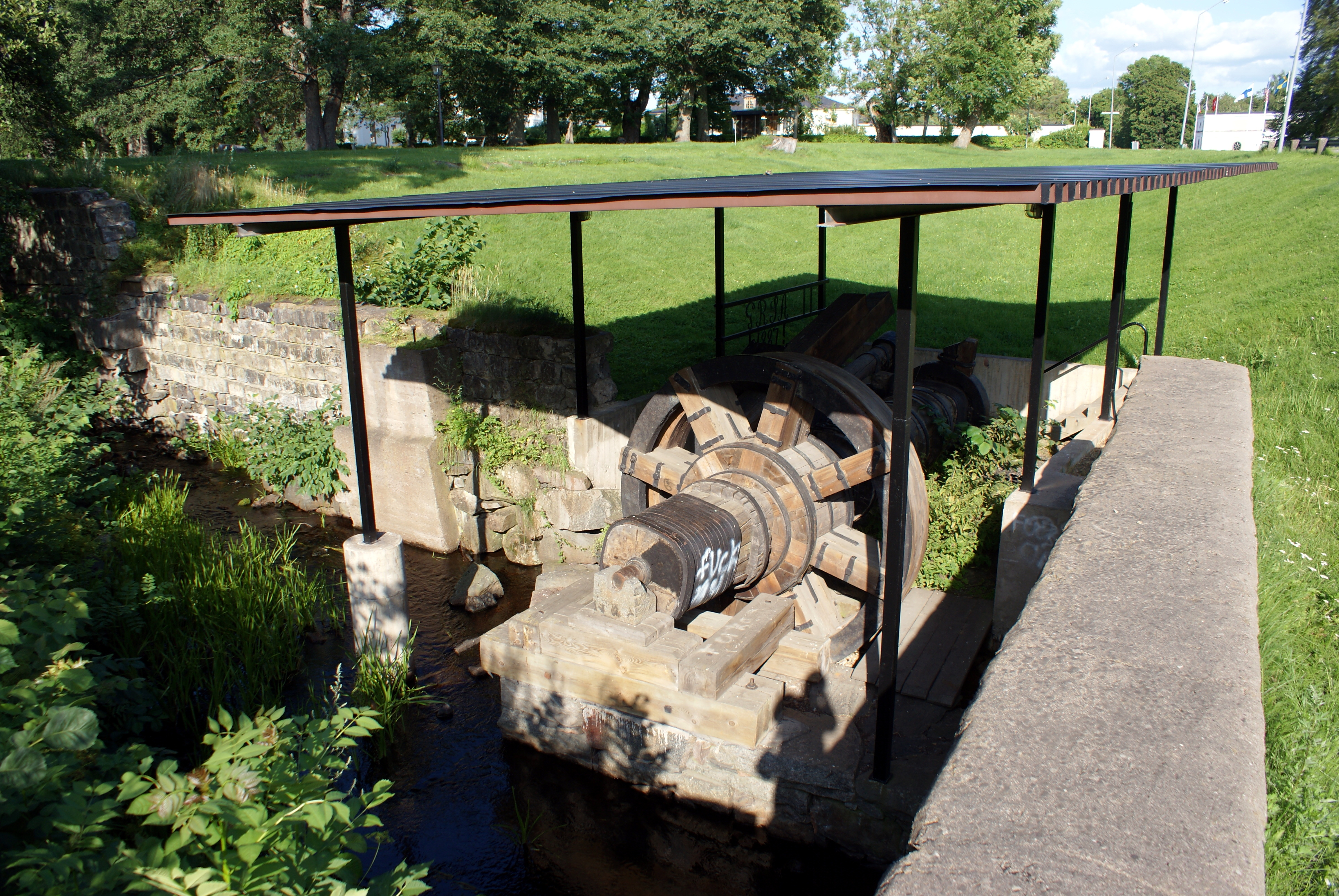
Hammaren  vid Gimo herrgård.
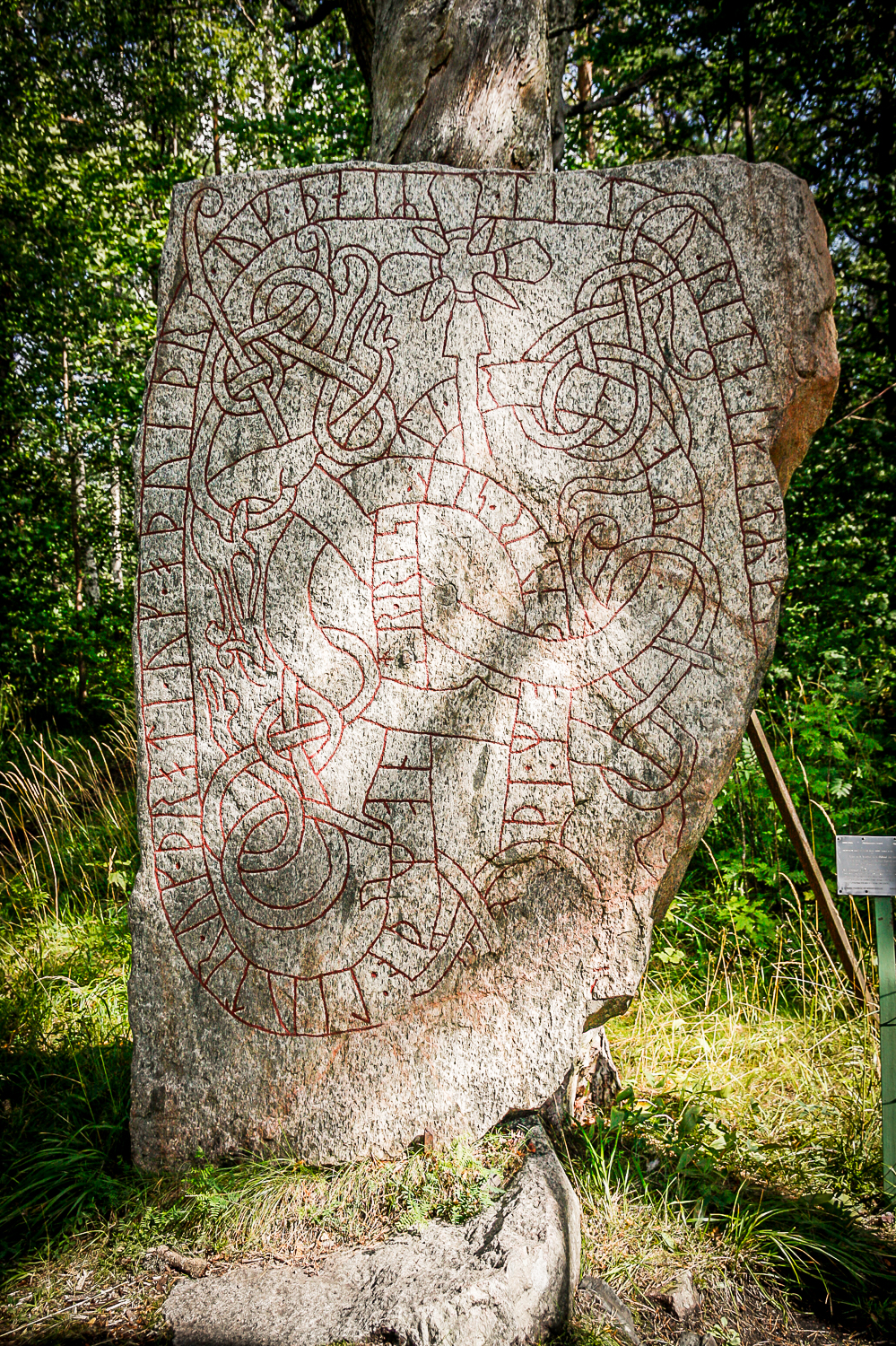
Runstenen vid Gimodamm.

### Fotnoter
1. 1 2  Statistiska tätorter 2023, befolkning, landareal, befolkningstäthet per tätort, SCB, 28 november 2024, läs online.[källa från Wikidata]
2. ↑  Befolkning i tätorter 1960-2010, SCB, läs online, läst: 27 september 2013.[källa från Wikidata]
3. ↑  Kodnyckel för SCB:s statistiska tätorter och småorter - Koppling mellan gammalt och nytt kodsystem, SCB, 11 november 2021, läs online.[källa från Wikidata]
4. ↑  ”Östhammars kommuns webb”. http://www.osthammar.se/globalassets/dokument/information/kommunfakta-per-ort-2018.pdf. Läst 14 april 2021.
5. 1 2  ”Regionfakta”. Arkiverad från originalet. https://web.archive.org/web/20200220064630/http://www.regionfakta.com/Uppsala-lan/Arbete/Storsta-arbetsgivare/. Läst 19 maj 2019.
6. 1 2  ”UNT: Industri med världen som marknad”. Arkiverad från originalet den 6 juni 2018. https://web.archive.org/web/20180606230425/http://www.unt.se/nyheter/osthammar/industri-med-varlden-som-marknad-4558050.aspx. Läst 19 maj 2019.
7. 1 2  ”Webbplats för Sandvik Coromant i Gimo”. https://sandvik.coromant.com/gimo. Läst 26 juni 2019.
8. 1 2  ”Gimo ur Nationalencyklopedien”. Osthammar.se. Arkiverad från originalet den 30 oktober 2007. https://web.archive.org/web/20071030010406/http://www.osthammar.se/bostad/tatorter/gimo/index.asp. Läst 27 juni 2013.
9. ↑  ”ÖSTHAMMAR SKÄFTHAMMAR 11:1”. Bebyggelseregistret. http://www.bebyggelseregistret.raa.se/bbr2/byggnad/visaHistorik.raa?byggnadId=21400000444535&page=historik&visaHistorik=true. Läst 18 januari 2015.
10. ↑  ”Länsstyrelsen i Uppsala län. Gimo bruk”. https://www.lansstyrelsen.se/uppsala/besok-och-upptack/kulturmiljoer/byggnadsminnen/gimo-bruk.html. Läst 19 maj 2019.
11. ↑  Helena Andersson (januari 2006). ”Gimo bruksområde – inventering och riskklassning enligt MIFO fas 1”. Examensarbete. Sveriges Lantbruksuniversitet. sid. sid.3. https://stud.epsilon.slu.se/11880/1/bostrom_h_171013.pdf. Läst 30 augusti 2008. ISSN 1102-1381
12. ↑  ”Sista pengarna ur Rockwool-fonden utdelade”. Sverigesradio.se. https://sverigesradio.se/sida/artikel.aspx?programid=114&artikel=5755796. Läst 7 januari 2020.
13. ↑  ”Vem var Wilhelm Haglund? – Webbplats för Wilhelm Haglunds gymnasium”. https://www.whgy.se/om-skolan/vem-var-wilhelm-haglund/. Läst 23 maj 2019.
14. ↑  ”Gimo företagarförenings hemsida”. Arkiverad från originalet den 26 december 2018. https://web.archive.org/web/20181226225908/http://gimoforetagen.se/. Läst 19 maj 2019.
15. ↑  Pihl, Catrin (23 december 2022). ”Knäcket räddades i sista stund – nu fyller bageriet 100 år”. Upsala Nya Tidning. https://www.unt.se/nyheter/osthammar/artikel/knacket-raddades-i-sista-stund-nu-fyller-bageriet-100-ar-elpriset-drog-ivag-sa-vi-vagar-inte-jubla/ly3m6mvr. Läst 18 februari 2025.
16. ↑  ”Landareal per tätort, folkmängd och invånare per kvadratkilometer. Vart femte år 1960 - 2016”. Statistiska centralbyrån. Arkiverad från originalet den 13 juni 2017. https://web.archive.org/web/20170613011648/http://www.statistikdatabasen.scb.se/pxweb/sv/ssd/START__MI__MI0810__MI0810A/LandarealTatort/?rxid=ff9309f9-7ecb-480f-a73c-08d86b3e56f8. Läst 18 maj 2017.
17. ↑  Statistiska centralbyrån: Statistiska meddelanden MI 38 SM 1101, Tätorter 2010 Arkiverad 26 juni 2011 hämtat från the Wayback Machine. ISSN 1654-3823
18. ↑  ”Folkräkningen den 31 december 1950, totala räkningen folkmängd efter ålder och kön i kommuner, församlingar och tätorter, statistiska centralbyrån 1954”. Arkiverad från originalet den 23 juni 2011. https://www.webcitation.org/5zewoamwt?url=http://www.scb.se/statistik/MI/MI0810/2005A01x/MI0810_2005A01x_SM_MI38SM0703.pdf. Läst 1 februari 2014.
19. ↑  "Gymnasieskolor i Östhammars kommun". Osthammar.se. 2 september 2015. Läst 14 november 2016.
20. ↑  "Bruksgymnasiet". Bruksgymnasiet.se. Läst 14 november 2016.
21. ↑  "Wilhelm Haglunds Gymnasium" Arkiverad 14 november 2016 hämtat från the Wayback Machine.. Whgy.se. Läst 14 november 2016.
22. ↑  ”Presentation - Vretaskolan”. Östhammars kommun. 14 augusti 2014. Arkiverad från originalet den 14 augusti 2014. https://web.archive.org/web/20140814080038/http://www.osthammar.se/sv/Skolwebben/Vretaskolan/Huvudmeny/Om_skolan/Presentation/. Läst 14 augusti 2014.
23. ↑  ”Presentation - Hammarskolan”. Östhammars kommun. 14 augusti 2014. Arkiverad från originalet den 14 augusti 2014. https://web.archive.org/web/20140814080352/http://www.osthammar.se/sv/Skolwebben/Hammarskolan/Huvudmeny/Om_skolan/Presentation/. Läst 14 augusti 2014.
24. ↑  ”Presentation - Vallonskolan”. Östhammars kommun. 14 augusti 2014. Arkiverad från originalet den 14 augusti 2014. https://web.archive.org/web/20140814080352/http://www.osthammar.se/sv/Skolwebben/Hammarskolan/Huvudmeny/Om_skolan/Presentation/. Läst 14 augusti 2014.
25. ↑  ”Wilhelm Haglunds Gymnasium, webbplats”. https://www.whgy.se/om-skolan/vaara-aegare/. Läst 23 maj 2019.
26. ↑  ”Gimo Herrgård, Konferens”. Svetur.se. Arkiverad från originalet den 7 mars 2016. https://web.archive.org/web/20160307170046/http://www.svetur.se/sv/osthammar/products/120909/Gimo-Herrgard-Konferens/. Läst 2 augusti 2013.
27. ↑  ”Visit Roslagen: Gimo badplats”. Arkiverad från originalet den 26 juni 2019. https://web.archive.org/web/20190626143504/https://www.roslagen.se/157024/Gimo-friluftsbad/. Läst 19 maj 2019.
28. ↑  ”Visit Roslagen: Gimo ridklubb”. Arkiverad från originalet den 26 juni 2019. https://web.archive.org/web/20190626143456/https://www.roslagen.se/104783/Gimo-Ridklubb/. Läst 19 maj 2019.
29. ↑  ”Gimos konstgräsplan invigd”. UNT.se. 13 november 2010. Arkiverad från originalet den 19 november 2010. https://web.archive.org/web/20101119082215/http://www.unt.se/osthammar/gimos-konstgrasplan-invigd-1119100.aspx. Läst 13 december 2011.
30. ↑  ”Gino Ski centers hemsida”. Arkiverad från originalet den 29 maj 2019. https://web.archive.org/web/20190529170042/http://gimosportanlaggning.se/skicenter. Läst 19 maj 2019.
31. ↑  ”Upplandsleden, etapp 10 och 11”. http://www.upplandsstiftelsen.se/etapper/etapp-10-kolarmoragimo__5321. Läst 19 maj 2019.
32. ↑  ”Upplandsstiftelsen, Dammleden”. http://www.upplandsstiftelsen.se/slingor/111-dammleden__207. Läst 19 maj 2019.
33. ↑  ”Knutmassomuseet”. http://www.knutmasso.se/. Läst 11 mars 2008.
34. ↑  ”Tidtabeller för våra bussar och tåg - UL”. www.ul.se. https://www.ul.se/reseinfo/tidtabeller/tidtabeller/. Läst 8 september 2017.
35. ↑  ”Nordisk familjebok / Uggleupplagan. 35. Supplement. Cambrai - Glis”. runeberg.org. 18 mars 1923. sid. 739-740. https://runeberg.org/nfco/0388.html. Läst 13 augusti 2020.